# Club Life
Club Life – amerykański film z 1986 roku w reżyserii Normana Thaddeusa Vane'a.

## Obsada
- Tony Curtis – Hector
- Dee Wallace-Stone – Tilly Francesca
- Michael Parks – Tank
- Yana Nirvana – The Butchettes
- Pat Ast – Butch
- Jamie Barrett – Sissy
- Kimberlee Carlson – The Butchettes

## Fabuła
Właściciel drugorzędnego nocnego walczy z całą zgrają morderców i gangsterów wymuszających od podobnych jemu składanie wysokich haraczy. Pomagają mu: młody aktor pracujący akurat jako wykidajło, kiepski śpiewak i prostytutka.

## Opinie o filmie
- The Best of Video. Poradnik: kino, tv, sat, video, pod red. Witolda Nowakowskiego[2]

Pomimo sensacyjnej treści film raczej nudny.